# Apollo del Pireo
L'Apollo del Pireo è una statua bronzea risalente al VI secolo a.C. (forse agli anni 530-520 circa), attualmente esposta al museo archeologico del Pireo ad Atene.
Apollo era il dio dell'ordine ideale e dell'equilibrio; le raffigurazioni di giovani maschi nudi conosciuti come kouros si ritiene possano essere delle sue rappresentazioni-tipo. Questa scultura in bronzo sembra appartenere all'ultima fase dello sviluppo della tipologia molto formalistica e statica caratteristica dei kouroi, una sopravvivenza del periodo arcaico (640-580 a.C.)
Questa statua è stata trovata in un magazzino al porto del Pireo, assieme ad altri due bronzi di Artemide e ad uno di Atena; erano con molta probabilità in attesa di venire esportate verso l'Italia. L'"Apollo" è realizzato in bronzo direttamente tramite fusione cava, sarebbe uno dei primi esempi ad essere stato fatto utilizzando questa tecnica (inventata intorno al 550 a.C.). L'Apollo presenta sulla sua coscia sinistra una fessura dovuta all'ossidazione causata dall'umidità nell'argilla che costituisce il nucleo della scultura.